# Mistrzostwa Świata w Lekkoatletyce 2015 – chód na 50 km mężczyzn
Chód na 50 kilometrów mężczyzn – jedna z konkurencji biegowych rozegranych podczas lekkoatletycznych mistrzostw świata na Stadionie Narodowym w Pekinie.
Kontuzja uniemożliwiła występ rekordziście świata – Francuzowi Yohannowi Dinizowi.
Chód był zaliczany do punktacji IAAF Race Walking Challenge.
Tytułu mistrzowskiego nie obronił Irlandczyk Robert Heffernan, który zajął piątą pozycję.

## Terminarz
| Data        | Godzina |       |
| ----------- | ------- | ----- |
| 29 sierpnia | 7:30    | Finał |

## Rekordy
Tabela prezentuje rekord świata, rekordy poszczególnych kontynentów, mistrzostw świata, a także najlepszy rezultat na świecie w sezonie 2015 przed rozpoczęciem mistrzostw.
|                            | Zawodnik            | Wynik   | Miejsce        | Data                      |
| -------------------------- | ------------------- | ------- | -------------- | ------------------------- |
| Rekord świata              | Yohann Diniz        | 3:32:33 | Zurych         | 15 sierpnia 2014(dts)     |
| Listy światowe             | Matej Tóth          | 3:34:38 | Dudince        | 21 marca 2013(dts)        |
| Rekord mistrzostw świata   | Robert Korzeniowski | 3:36:03 | Saint-Denis    | 27 sierpnia 2003(dts)     |
| Rekord Afryki              | Marc Mundell        | 3:55:32 | Londyn         | 11 sierpnia 2012(dts)     |
| Rekord Ameryki Północnej   | Erick Barrondo      | 3:41:09 | Dudince        | 23 marca 2013(dts)        |
| Rekord Ameryki Południowej | James Rendón        | 3:47:41 | Valley Cottage | 14 września 2014(dts)     |
| Rekord Australii i Oceanii | Nathan Deakes       | 3:35:47 | Geelong        | 2 grudnia 2006(dts)       |
| Rekord Azji                | Yu Chaohong         | 3:36:06 | Nankin         | 22 października 2005(dts) |
| Rekord Europy              | Yohann Diniz        | 3:32:33 | Zurych         | 15 sierpnia 2014(dts)     |

## Minima kwalifikacyjne
Aby zakwalifikować się do mistrzostw, należało wypełnić minimum kwalifikacyjne wynoszące 4:06:00 (uzyskane w okresie od 1 stycznia 2014 do 10 sierpnia 2015). Każdy komitet narodowy mógł zgłosić maksymalnie trzech zawodników do startu w tej konkurencji.

## Wyniki
| Pozycja | Zawodnik                | Państwo                  | Czas    | Uwagi |
| ------- | ----------------------- | ------------------------ | ------- | ----- |
| 01 !    | Matej Tóth              | Słowacja                 | 3:40:32 |       |
| 02 !    | Jared Tallent           | Australia                | 3:42:17 | SB    |
| 03 !    | Takayuki Tanii          | Japonia                  | 3:42:55 |       |
| 4.      | Hirooki Arai            | Japonia                  | 3:43:44 |       |
| 5.      | Robert Heffernan        | Irlandia                 | 3:44:17 | SB    |
| 6.      | Zhang Lin               | Chińska Republika Ludowa | 3:44:39 | PB    |
| 7.      | Yu Wei                  | Chińska Republika Ludowa | 3:45:21 | PB    |
| 8.      | Andrés Chocho           | Ekwador                  | 3:46:00 | SA    |
| 9.      | Jesús Ángel García      | Hiszpania                | 3:46:43 | SB    |
| 10.     | Quentin Rew             | Nowa Zelandia            | 3:48:48 | PB    |
| 11.     | Adrian Błocki           | Polska                   | 3:49:11 | PB    |
| 12.     | Evan Dunfee             | Kanada                   | 3:49:56 | PB    |
| 13.     | Chris Erickson          | Australia                | 3:51:26 | SB    |
| 14.     | Wu Qianlong             | Chińska Republika Ludowa | 3:51:35 |       |
| 15.     | Ivan Banzeruk           | Ukraina                  | 3:52:15 |       |
| 16.     | Marco De Luca           | Włochy                   | 3:53:02 |       |
| 17.     | Matteo Giupponi         | Włochy                   | 3:53:23 |       |
| 18.     | Aku Partanen            | Finlandia                | 3:54:28 |       |
| 19.     | Serhij Budza            | Ukraina                  | 3:55:10 |       |
| 20.     | Luis Fernando López     | Kolumbia                 | 3:55:43 | PB    |
| 21.     | Pedro Isidro            | Portugalia               | 3:55:44 | PB    |
| 22.     | Tadas Šuškevičius       | Litwa                    | 3:56:27 | SB    |
| 23.     | Park Chil-sung          | Korea Południowa         | 3:56:42 | SB    |
| 24.     | Håvard Haukenes         | Norwegia                 | 3:56:50 | SB    |
| 25.     | Teodorico Caporaso      | Włochy                   | 3:56:58 |       |
| 26.     | Sandeep Kumar           | Indie                    | 3:57:03 | SB    |
| 27.     | Manish Singh            | Indie                    | 3:57:11 | PB    |
| 28.     | Rafał Augustyn          | Polska                   | 3:57:30 |       |
| 29.     | Jaime Quiyuch           | Gwatemala                | 3:57:41 | SB    |
| 30.     | Dušan Majdán            | Słowacja                 | 3:58:57 | SB    |
| 31.     | Mathieu Bilodeau        | Kanada                   | 4:01:35 | SB    |
| 32.     | Jarkko Kinnunen         | Finlandia                | 4:02:07 | SB    |
| 33.     | Marc Mundell            | Południowa Afryka        | 4:02:41 |       |
| 34.     | Yuki Yamazaki           | Japonia                  | 4:03:54 |       |
| 35.     | Francisco Arcilla       | Hiszpania                | 4:07:23 | SB    |
| 36.     | Luis Ángel Sánchez      | Gwatemala                | 4:09:26 |       |
| 37.     | John Nunn               | Stany Zjednoczone        | 4:09:44 | SB    |
| 38.     | Arnis Rumbenieks        | Łotwa                    | 4:28:55 |       |
| –       | Marius Cocioran         | Rumunia                  | –       | DNF   |
| –       | Carl Dohmann            | Niemcy                   | –       | DNF   |
| –       | Mário dos Santos        | Brazylia                 | –       | DNF   |
| –       | Anders Hansson          | Szwecja                  | –       | DNF   |
| –       | Anatole Ibáñez          | Szwecja                  | –       | DNF   |
| –       | Aleksi Ojala            | Finlandia                | –       | DNF   |
| –       | Aleksandros Papamichail | Grecja                   | –       | DNF   |
| –       | Benjamin Sánchez        | Hiszpania                | –       | DNF   |
| –       | Alex Wright             | Irlandia                 | –       | DNF   |
| –       | Erick Barrondo          | Gwatemala                | –       | DSQ   |
| –       | Brendan Boyce           | Irlandia                 | –       | DSQ   |
| –       | Lukáš Gdula             | Czechy                   | –       | DSQ   |
| –       | Ihor Hlavan             | Ukraina                  | –       | DSQ   |
| –       | Łukasz Nowak            | Polska                   | –       | DSQ   |
| –       | Martin Tišťan           | Słowacja                 | –       | DSQ   |
| –       | Aleksandr Jargunkin     | Rosja                    | –       | DNS   |